# Cortaderia pilosa
Cortaderia pilosa är en gräsart som först beskrevs av D'urv., och fick sitt nu gällande namn av Eduard Hackel. Cortaderia pilosa ingår i släktet Cortaderia, och familjen gräs. Inga underarter finns listade i Catalogue of Life.